# 坂田和隆
坂田 和隆（さかた かずたか、1963年8月6日 - ）は、熊本県熊本市出身の元プロ野球選手（投手）。

## 来歴・人物
鎮西高から九州産業大学へ進学。福岡六大学リーグでは通算5勝0敗を記録。サイドスローからのシュートを武器にしていた。4年秋ベストナイン。
1985年のプロ野球ドラフト会議で南海ホークスから5位指名を受け入団。
即戦力右腕として期待されたが、一軍登板機会がないままわずか3年で引退。引退後は打撃投手を務め、後に中日へ移籍。イチロー専属の打撃投手として契約していた。
PBS野球塾の塾長も務めている。教え子の浅田将汰がプロ入りしている。

## 詳細情報

### 年度別投手成績
- 一軍公式戦出場なし

### 背番号
- 48 （1986年 - 1988年）
- 68 （1989年）
- 110 （1990年 - 2006年）